# Pic de la Tallada Llarga
El Pic de la Tallada Llarga és una muntanya que es troba en el límit dels termes municipals de la Vall de Boí (Alta Ribagorça) i Naut Aran (Vall d'Aran), dins del Parc Nacional d'Aigüestortes i Estany de Sant Maurici.
El pic, de 2.747,9 metres, s'alça a la carena que separa la Vall de Colieto (S) i el Circ de Colomèrs (N); amb el Tuc de Lhuçà a l'oest-nord-oest, i el Tuc de Balaguera a l'est.